# Circonscription de la Phocide
La circonscription de la Phocide (en grec Εκλογική περιφέρεια Φωκίδας) est une circonscription législative de la Grèce. Elle correspond au territoire du nome de Phocide. Elle compte 44 501 électeurs inscrits en janvier 2015.

Situation de la circonscription de la Phocide

## Élections législatives de mai 2012

### Résultats
La circonscription de la Phocide élit un seul député en mai 2012. Les élections ont lieu au scrutin proportionnel plurinominal avec prime majoritaire et un seuil de représentation de 3 % des suffrages exprimés au niveau national.
28 402 électeurs se sont exprimés sur 46 146 inscrits, soit un taux de participation de 61,55 %. Vingt-trois listes étaient candidates dans la circonscription.
| Rang | Liste                              | Nombre de voix | Pourcentage des voix | Nombre de sièges |
| ---- | ---------------------------------- | -------------- | -------------------- | ---------------- |
| 1    | Nouvelle Démocratie                | +6 180,        | 22,33 %              | 1                |
| 2    | SYRIZA                             | +4 030,        | 14,56 %              | 0                |
| 3    | Mouvement socialiste panhellénique | +3 662,        | 13,23 %              | 0                |
| 4    | Grecs indépendants                 | +3 556,        | 12,85 %              | 0                |
| 5    | Parti communiste de Grèce          | +2 413,        | 8,72 %               | 0                |
| 6    | Aube dorée                         | +2 022,        | 7,31 %               | 0                |
| 7    | Gauche démocrate                   | +1 359,        | 4,91 %               | 0                |

### Députés

#### Nouvelle Démocratie
La liste de la Nouvelle Démocratie est en tête et remporte l'unique siège de la circonscription.
| Rang | Nom              | Nombre de voix |
| ---- | ---------------- | -------------- |
| 1    | Aspasia Mandreka | +2 492,        |

## Élections législatives de juin 2012

### Résultats
La circonscription de la Phocide élit un seul député en juin 2012. Les élections ont lieu au scrutin proportionnel plurinominal avec prime majoritaire et un seuil de représentation de 3 % des suffrages exprimés au niveau national.
27 338 électeurs se sont exprimés sur 45 938 inscrits, soit un taux de participation de 59,51 %. Seize listes étaient candidates dans la circonscription.
| Rang | Liste                              | Nombre de voix | Pourcentage des voix | Nombre de sièges |
| ---- | ---------------------------------- | -------------- | -------------------- | ---------------- |
| 1    | Nouvelle Démocratie                | +9 092,        | 33,60 %              | 1                |
| 2    | SYRIZA                             | +6 237,        | 23,05 %              | 0                |
| 3    | Mouvement socialiste panhellénique | +3 375,        | 12,47 %              | 0                |
| 4    | Grecs indépendants                 | +2 073,        | 7,66 %               | 0                |
| 5    | Aube dorée                         | +1 908,        | 7,05 %               | 0                |
| 6    | Gauche démocrate                   | +1 447,        | 5,35 %               | 0                |
| 7    | Parti communiste de Grèce          | +1 341,        | 4,96 %               | 0                |

### Députés

#### Nouvelle Démocratie
La liste de la Nouvelle Démocratie est en tête et remporte l'unique siège de la circonscription.
| Rang | Nom              |
| ---- | ---------------- |
| 1    | Aspasia Mandreka |

## Élections législatives de janvier 2015

### Résultats
La circonscription de la Phocide élit un seul député en janvier 2015. Les élections ont lieu au scrutin proportionnel plurinominal avec prime majoritaire et un seuil de représentation de 3 % des suffrages exprimés au niveau national.
26 178 électeurs se sont exprimés sur 44 501 inscrits, soit un taux de participation de 58,83 %. Quinze listes étaient candidates dans la circonscription.
| Rang | Liste                              | Nombre de voix | Pourcentage des voix | Nombre de sièges |
| ---- | ---------------------------------- | -------------- | -------------------- | ---------------- |
| 1    | SYRIZA                             | +08 887,       | 34,77 %              | 1                |
| 2    | Nouvelle Démocratie                | +08 117,       | 31,76 %              | 0                |
| 3    | Aube dorée                         | +01 673,       | 6,55 %               | 0                |
| 4    | Parti communiste de Grèce          | +01 516,       | 5,93 %               | 0                |
| 5    | Mouvement socialiste panhellénique | +01 279,       | 5,00 %               | 0                |
| 6    | La Rivière                         | +01 052,       | 4,12 %               | 0                |
| 7    | Grecs indépendants                 | +01 027,       | 4,02 %               | 0                |

### Députés
La répartition des sièges au sein de chaque liste élue dépend du nombre de voix obtenues individuellement par chaque candidat, suivant le système du vote préférentiel. Dans la circonscription de la Phocide, les listes peuvent comporter jusqu'à trois candidats. Les électeurs peuvent exprimer un vote préférentiel pour l'un des candidats sur la liste pour laquelle ils votent.

#### SYRIZA
La liste de la SYRIZA est en tête et remporte l'unique siège de la circonscription.
| Rang | Nom                   | Nombre de voix |
| ---- | --------------------- | -------------- |
| 1    | Ilias Kostopanagiotou | +3 257,        |